# انتقام اجباری
انتقام اجباری (به انگلیسی: Forced Vengeance) یک فیلم سینمایی آمریکایی در ژانر اکشن محصول سال ۱۹۸۲ میلادی که بازیگران آن چاک نوریس، مری لوئیز ولر و کاملیا گریگز هستند. این فیلم به کارگردانی جیمز فارگو می‌باشد.